# Codalet
Codalet (IPA: [kuðəˈlɛt], igualment en francès) és una comuna de la comarca del Conflent, a la (Catalunya del Nord). En el terme es troba el monestir de Sant Miquel de Cuixà.
A Codalet es troba l'antic terme de la Vall de Sant Miquel, que pertanyia al monestir de Sant Miquel de Cuixà.
La dita fa Les gallines de Codalet se'n van a pondre a Prada.

## Etimologia
Joan Coromines explica que el nom d'aquest poble prové de cotalētu (codolar), col·lectiu de còdol (pedra solta, sobretot de forma llisa i arrodonida), que, pel seu costat és un mot prerromà, probablement sorotàptic.

## Geografia

### Localització i característiques generals del terme

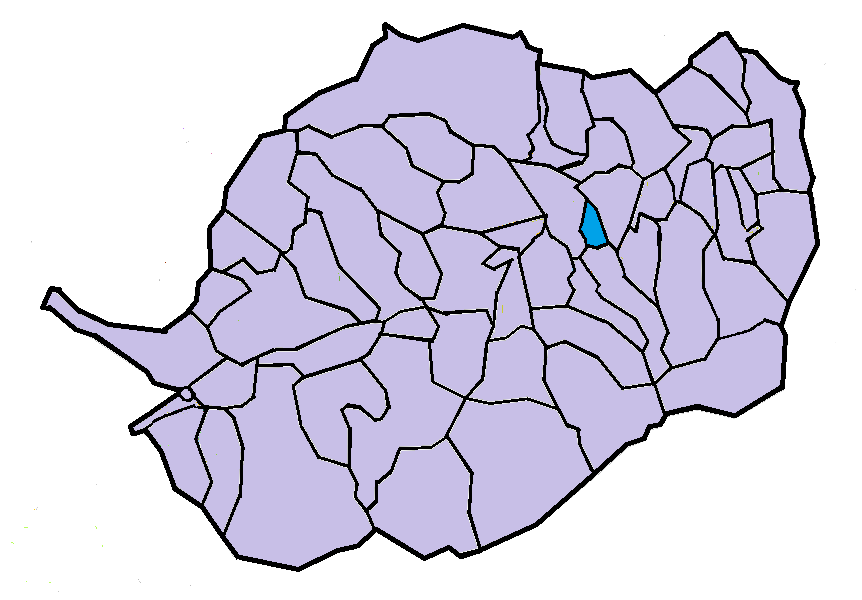
Situació de la comuna de Codalet en el Conflent

El terme comunal de Codalet, de 27.800 hectàrees d'extensió (el més petit de la comarca), és situat a la vall de la Tet, a la dreta del riu. És a prop al nord-est del centre de la comarca, just a ponent de Prada.
Forma el terme comunal la vall baixa de la Lliterà, aigües avall de Taurinyà, i la riba dreta del Merder, que constitueixen un territori bastant pla, bastant aprofitat per les explotacions agrícoles del poble. Tant el poble de Codalet com les urbanitzacions que s'han estès pel seu terme actuen, de fet, com a barris de la vila de Prada, molt propera.
Els punts més elevats del terme són al sud-oest, a la carena que separa les amples valls de la Lliterà i del Merder, on s'arriba als 561 m alt en el triterme entre Codalet, Rià i Cirac i Taurinyà, a ponent dels Clots de Roada, i als 689,4 al sud-est, al triterme entre Clarà i Villerac, Codalet i Taurinyà. L'abadia de Sant Miquel de Cuixà és a 450 m alt, Sant Joan de Dossorons, a 453,2, el poble de Codalet, a 377,9 i el punt més baix del terme, a la llera de la Tet a l'extrem nord del terme, a 337,5 m alt.
Termes municipals limítrofs:
|             |          |       |
| Rià i Cirac |          | Prada |
|             | Taurinyà |       |

### El poble de Codalet

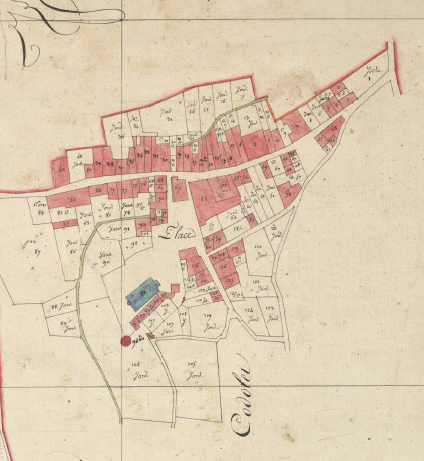
Codalet en el Cadastre napoleònic del 1812 (Arxius Departamentals dels Pirineus Orientals)

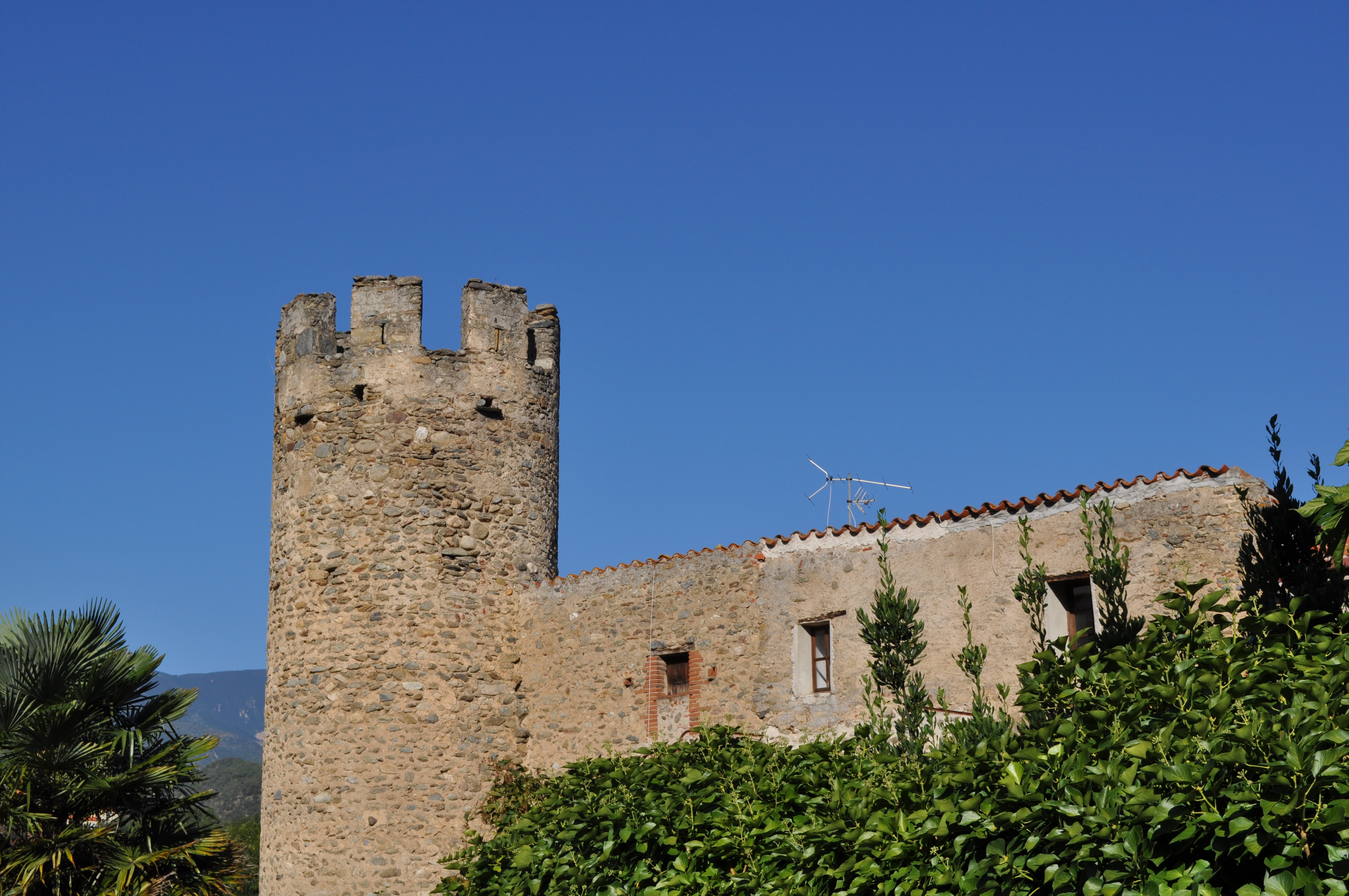
Torre i muralles de la cellera

Codalet va néixer a partir d'una cellera, a l'entorn de l'església parroquial de Sant Feliu. La cellera tenia una planta aproximadament quadrada. La muralla i una torre del seu tancament meridional és la part actualment conservada.
El nucli històric de Codalet va sofrir, ja en èpoques medieval i moderna, un creixement a partir de la creació fora de la cellera dels barris del Carrer Major, el Fort i la Ruta de Sant Miquel, en direcció a la carretera general (lloc per on passava antigament la Via Conflentana (o Confluentana). Posteriorment, la bona situació de Codalet ha provocat que de fet sigui una zona d'eixamplament de Prada. Per això s'hi han generat modernament les urbanitzacions del Camí de Badaloc, el Camí de l'Horta, Lliterà, el Rec del Molí i Sant Joan. Cal destacar que algunes de les cases del mateix poble són dins del veí terme de Prada.

### Sant Miquel de Cuixà

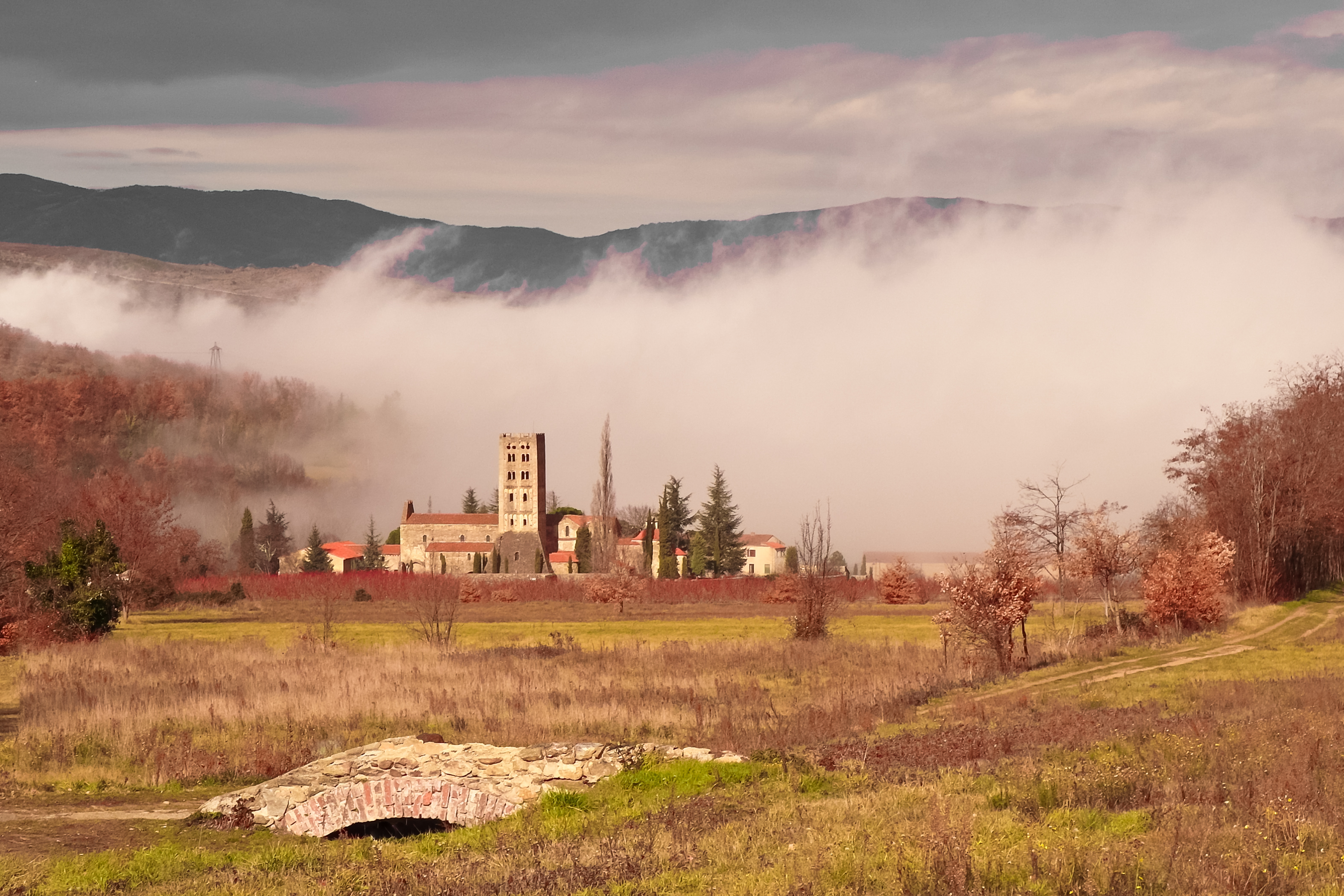
Cuixà des del sud

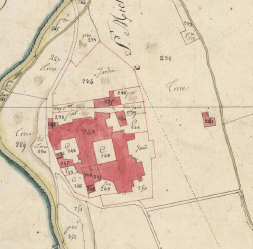
Sant Miquel de Cuixà en el Cadastre napoleònic del 1812 (ADPO)

A la meitat meridional del terme de Codalet hi havia l'antiga abadia benedictina de Sant Miquel de Cuixà. El vell cenobi centra la vall que, sempre com a dependència de Cuixà, formà la comuna de la Vall de Sant Miquel.
A prop al sud-est de l'abadia hi havia l'antiga capella, ara desapareguda, però substituïda un temps per una capella moderna, també desapareguda en l'actualitat, de Sant Pere Orsèol. Les restes trobades en excavacions mostren un eremitori dels darrers temps de l'alta edat mitjana.

### Sant Joan de Dossorons, o de Noceres
Sant Joan de Dossorons, o de Noceres, és a prop de l'extrem de ponent del terme, al sud-oest del nucli de població de Codalet. El topònim Dossorons prové de Duas sorores, nom de dues formacions rocoses bessones que encara es veuen sota la vida del ferrocarril.

### Sant Agustí de Dossorons
Les ruïnes de Sant Agustí són a la zona nord-oest del terme, a ponent del poble.

### Les masies del terme
En ser terme bastant pla, a Codalet hi ha algunes masies, com el Mas d'en Benet, el Mas Rafart, el Mas Respaut i el Mas Vernis, a més del Casot d'en Morell i alguns cortals: el Cortal sense nom, el Cortal dels Frares, el d'en Capdet, el d'en Celestí, el d'en Crulles i el d'en Manel. També hi ha els edificis agrícoles anomenats la Ferme i la Remise. N'hi havia més, alguns en ruïnes, com el Cortal de la Vinya Vella i el d'en Cezat, i d'altres dels quals només es conserva el nom: el Mas Acezat, el Mas Jacomet...

### Hidrografia

#### Els cursos d'aigua
La Tet és el riu de referència de Codalet, però només toca el seu terme a l'extrem nord-oest. Els altres dos cursos d'aigua que travessen el terme de sud a nord són la Lliterà, anomenada Ribereta en el seu darrer tram, i el Merder, fronterer entre Codalet i Rià i Cirac i del qual, per tant, només pertany a Codalet la riba dreta. La Lliterà rep dins del terme de Codalet tan sols l'afluència de quatre còrrecs, tots per l'esquerra: el de la Torre, que ve del terme de Taurinyà, el dels Clots de Roada, la Corregada d'en Respaut i el Còrrec de les Basses d'en Riquer. El riu Merder rep només una afluència, dins del terme de Codalet: el Còrrec de Corts, a l'extrem sud-oest del terme, termenal amb Taurinyà.

#### Els canals d'irrigació
La zona agrícola de Codalet disposa de diversos recs: Rec de Boera, Rec de la Branca Vella, Rec de la Plana, Rec de Llongadera i Rec del Molí. Aquests recs tenen algunes rescloses, com la del Rec de la Plana i la del Rec del Molí.

### Orografia
No és el de Codalet un terme gaire accidentat, orogràficament parlant. Tanmateix, s'hi poden reconèixer clots, com la Clota, els Clots i els Clots de Roada, abans, d'en Roada; la muntanya del Cim del Bastard; plans, com el Pla de Cirac, el Pla de les Forques i les Planes.

### El terme comunal
Les partides i indrets específics del terme de Codalet són el Bastard, o Bosc del Bastard, la Creu de Sant Miquel, Lliterà, la Llongadera, el Pont de la Verneda, el Prat de la Roca, el Prat d'en Cezat, el Rec del Molí, la Roca d'en Manel, el Salt del Monjo, Sant Agustí, Sant Joan, Sant Miquel, Sant Pere, el Sorral, els Terrers Blaus, la Teuleria d'en Masnou, la Trona, la Vinya dels Frares i la Vinya Vella dels Frares.

## Transports i comunicacions
Codalet estan molt ben comunicat per carretera, atès que el terme es troba al fons de la vall de la Tet, per on circulen les carreteres principals de la comarca, a més de la via del ferrocarril, però tant per al ferrocarril com per a l'autobús, Codalet ha de fer servir l'estació i les parades d'autobús de Prada.

### Carreteres
En primer lloc, la carretera N - 116 (Perpinyà - la Guingueta d'Ix), la carretera que fa d'enllaç bàsic del Conflent, que, venint de Perpinyà, té forma d'autovia fins a prop de Bulaternera. Aquesta carretera, que passa ran de la riba dreta de la Tet, permet arribar a Perpinyà en 47,2 quilòmetres, a 2,1 de Prada, a 12,7 de Vinçà, d'una banda (cap a llevant), citant només algunes de les poblacions, i a 56,7 de la Guingueta d'Ix, a 35,6 de Montlluís i a 6,8 de Vilafranca de Conflent, de l'altra (cap a ponent).
També hi ha la D - 27 (Prada - N - 116, a Serdinyà), que uneix Codalet amb Prada (700 metres), cap al nord, i Taurinyà (3,4 quilòmetres), Fillols (6), Vernet (8,1), Saorra (11), Aituà (13,2), Escaró (14,8), Joncet (17,2) i Serdinyà (18,4), cap al sud-oest. És una carretera llarga i recargolada, perquè està recorrent tota l'estona els contraforts septentrionals del Massís del Canigó.
Igualment, travessa el nord del terme una variant de la D - 27 que permet enllaçar amb la N - 116: la D - 27a (N - 116, a Rià i Cirac - D - 27, a Codalet).

### Ferrocarril
Codalet no té estació de tren pròpia, de la línia Perpinyà - Vilafranca de Conflent, on enllaça amb l'anomenat tren groc, de Vilafranca de Conflent a la Tor de Querol. És la línia 12 TER Llenguadoc Rosselló. Els ciutadans de Codalet han de fer ús de l'estació de Prada, molt propera al poble.

### Transport públic col·lectiu
Codalet disposa de tres línies de Le bus à 1 €, la 240, la 241 i la 260, però cap de les tres tenen parada a Codalet. La proximitat de Prada i del Pont de Rià fa que Codalet hagi de fer ús de les aturades en aquestes dues poblacions.

### Els camins del terme
Entre els camins interns del terme de Codalet es troben el Camí de Badaloc, el de les Mines, el de l'Horta, el de Noguerol, el de Sant Joan, el de Sant Miquel a Sant Joan i la Tira del Mener. Els altres camins existents uneixen Codalet amb els pobles i termes veïns: el Camí de Ferro (la vida del ferrocarril), el Camí de Rià, el de Sant Miquel a Fillols, el Camí Vell de Cirac, el Camí Vell de Fillols, la Ruta de Prada, la de Rià i la de Sant Miquel, o de Taurinyà.

## Activitats econòmiques
Una bona part de les terres de Codalet es dediquen al conreu de la terra, amb una vintena d'explotacions en actiu. La major part es dedica a arbres fruiters: sobretot presseguers, però també albercoquers, pomeres i cirerers; hi ha una mica de vinya, hortalisses (principalment enciam i escarxofes), cereals, i pastures i farratges, amb una cabana de bestiar boví molt minsa i una de més abundant d'oví (quasi 300 caps).
Cal dir, d'altra banda, que des de fa anys Codalet està molt lligat a Prada en tots els aspectes, també els econòmics, sobretot perquè sovint Codalet actua com una urbanització més de Prada.

## Història
Codalet ha pertangut, des de l'edat mitjana, a l'abadia de Sant Miquel de Cuixà. De primer, fou Protasi qui havia adquirit, vers l'any 850, la meitat del territori. L'altra meitat fou afegida al cap d'una vintena d'anys gràcies a un precepte de Carles el Calb. Així, el territori de Codalet romangué en mans del monestir de Cuixà fins a la fi de l'Antic Règim.

## Demografia

### Demografia antiga
La població està expressada en nombre de focs (f) o d'habitants (h)
| 61 f | 49 f | 20 f | 36 f | 46 f | 40 f | 29 f | 29 f | 299 h | 54 f | 56 f |

Notes:
- 1358: dels quals, 6 f per a la Vall de Cuixà;
- 1365: dels quals, 6 f per a Sant Miquel de Cuixà;
- 1378: dels quals, 2 f per a la Vall de Cuixà;
- 1515: dels quals, 10 f per a Sant Miquel de Cuixà;
- 1553: dels quals, 8 f per a Sant Miquel de Cuixà.

### Demografia contemporània
| Evolució de la població |      |      |      |      |      |      |      |      |
| 1793                    | 1800 | 1806 | 1821 | 1831 | 1836 | 1841 | 1846 | 1851 |
| 400                     | 257  | 251  | 304  | 305  | 311  | 297  | 321  | 325  |

| 1856 | 1861 | 1866 | 1872 | 1876 | 1881 | 1886 | 1891 | 1896 |
| ---- | ---- | ---- | ---- | ---- | ---- | ---- | ---- | ---- |
| 338  | 276  | 294  | 280  | 323  | 360  | 335  | 318  | 285  |

| 1901 | 1906 | 1911 | 1921 | 1926 | 1931 | 1936 | 1946 | 1954 |
| ---- | ---- | ---- | ---- | ---- | ---- | ---- | ---- | ---- |
| 288  | 322  | 301  | 230  | 254  | 269  | 279  | 295  | 311  |

| 1962 | 1968 | 1975 | 1982 | 1990 | 1999 | 2005 | 2010 | 2015 |
| ---- | ---- | ---- | ---- | ---- | ---- | ---- | ---- | ---- |
| 296  | 252  | 316  | 311  | 329  | 359  | 387  | 352  | 380  |

Fonts: Ldh/EHESS/Cassini fins al 1999, després INSEE a partir deL 2004

### Evolució de la població

Població 1962-2008

## Administració i política

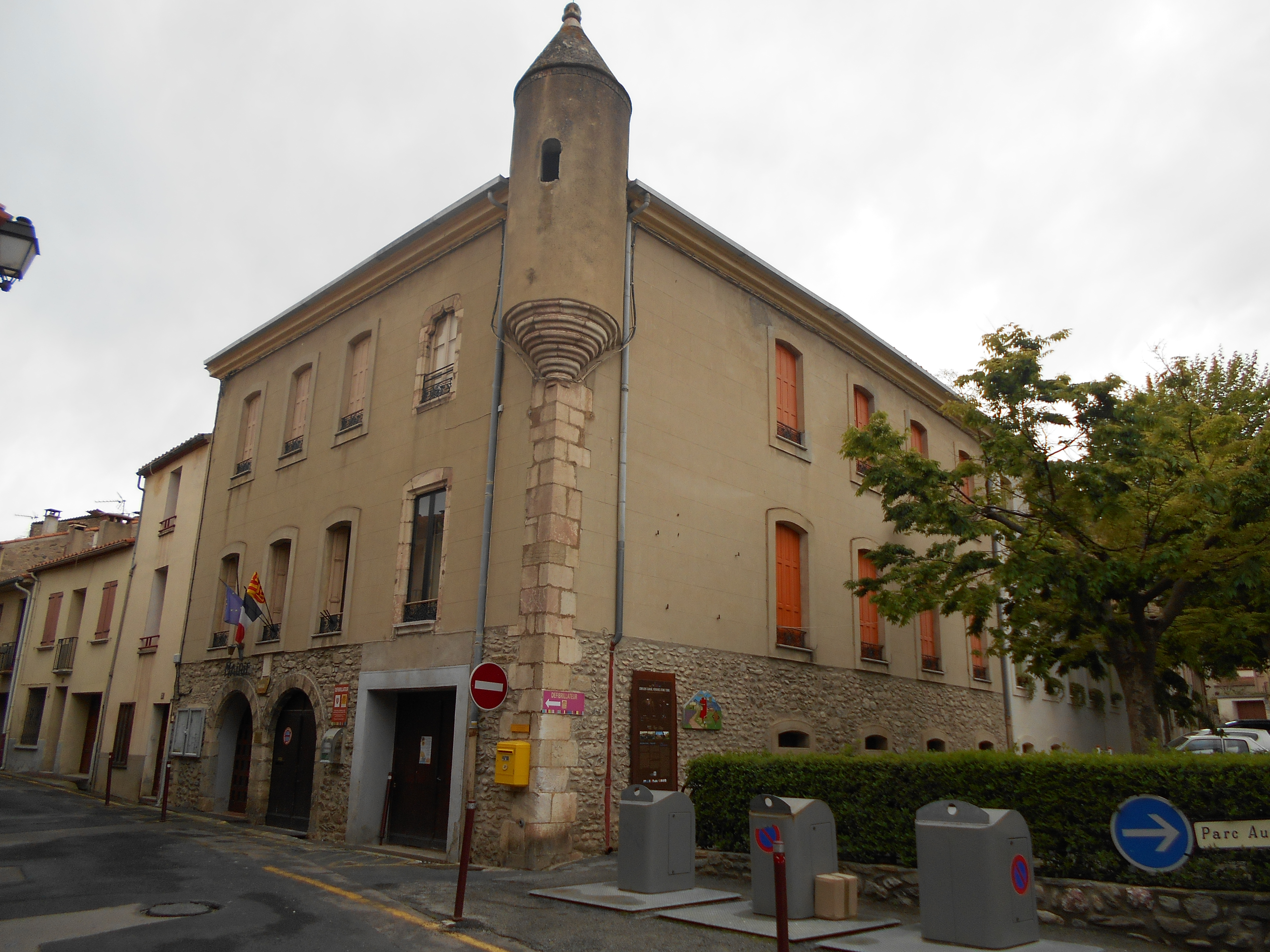
La Casa del Comú

### Batlles
| Alcalde            | Període                       |
| ------------------ | ----------------------------- |
| Jean Bonell        | 1790 - 1795                   |
| Joseph Auzat       | 1795 - 1796                   |
| Jean Salgues       | 1796 - 1798                   |
| Simon Cazes        | 1798 - 1799                   |
| François Sicart    | 1799 - 1808                   |
| Jean Salgues       | 1808 - 1815                   |
| Jean Raffart       | 1815 - 1846                   |
| Félix Patuel       | 1846 - 1861                   |
| Michel Gaillarde   | 1861 - 1864                   |
| Pierre Raffart     | 1864 - 1870                   |
| Bonaventure Galiay | 1870 - 1874                   |
| Pierre Raffart     | 1874 - 1876                   |
| Bonaventure Galiay | 1876 - 1877                   |
| Pierre Raffart     | 1877 - 1878                   |
| Joseph Joli        | 1878 - 1881                   |
| Rémy Jacomy        | 1881 - 1885                   |
| Jean Porra         | 1885 - 1892                   |
| Joseph Galiay      | 1892 - 1900                   |
| Pierre Marty       | 1900 - 1908                   |
| Jean Poncet        | 1908 - 1914                   |
| Jean Felip         | 1914 - 1916                   |
| Jean Bonneil       | 1916 - 1917                   |
| Jean Poncet        | 1917 - 1919                   |
| Gaudérique Parent  | 1919 - 1922                   |
| Antoine Vergès     | 1922 - 1935                   |
| Paul Frère         | 1935 - 1939                   |
| Pierre Normand     | 1939 - 1940                   |
| Paul Frère         | 1940 - 1944                   |
| Gilles Selve       | 1944 - 1952                   |
| Edmond Vergès      | 1952 - 1965                   |
| Sébastien Camps    | 1965 - 1995                   |
| Charles Corp       | 1995 - Març del 2008          |
| Serge Juanchich    | Març del 2008 - Moment actual |

### Legislatura 2014 - 2020

#### Batlle
- Serge Juanchich.

#### Adjunt al batlle[14]
- 1a: Jacqueline Riera, encarregada de Finances
- 2n: Michel Llanas, encarregat d'Urbanisme
- 3r: Gilbert Bonneil, encarregat d'Obres.

#### Consellers municipals
- Roland Laporte
- Céline Palacios
- Monique Augusti
- Jhoanni Conesa
- Marguerite Nicolau
- Marie-Claude Sequer
- Josette Brun.

### Adscripció cantonal

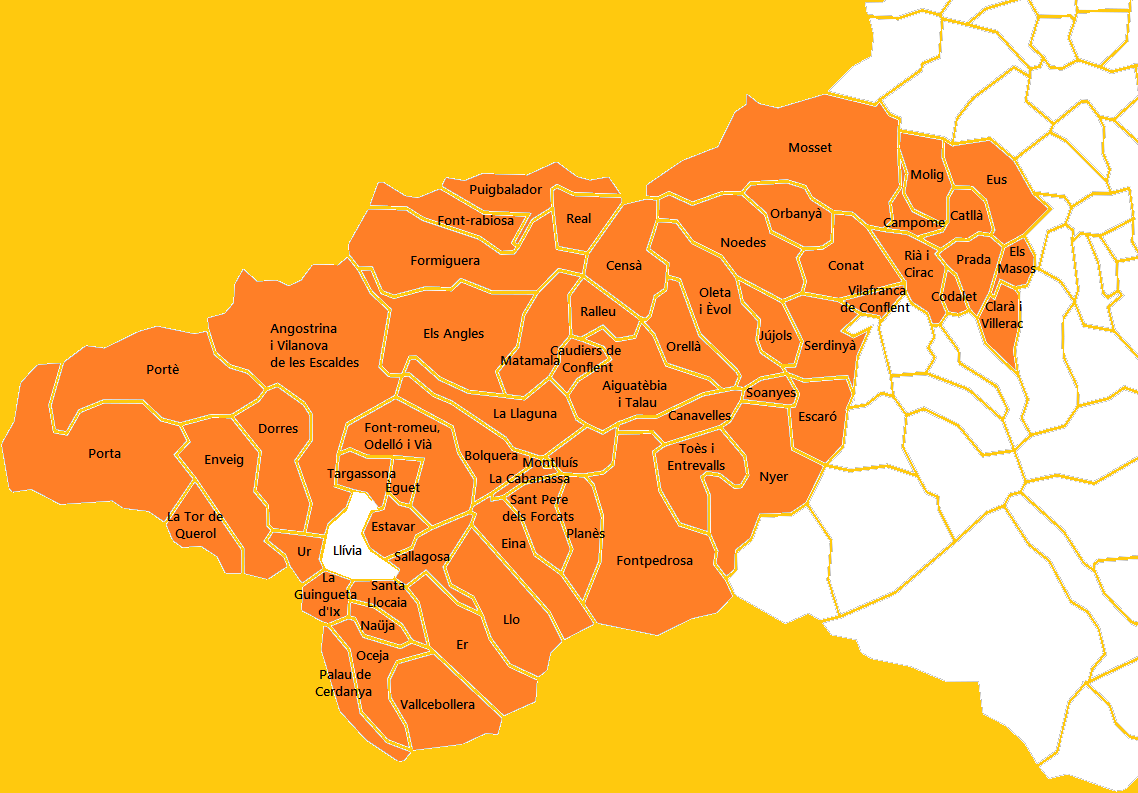
Mapa del Cantó dels Pirineus Catalans

A les eleccions cantonals del 2015 Codalet ha estat inclòs en el cantó número 13, dels Pirineus Catalans, que inclou els pobles d'Angostrina i Vilanova de les Escaldes, Bolquera, Dorres, Èguet, Eina, Enveig, Er, Estavar, Font-romeu, Odelló i Vià, la Guingueta d'Ix, Llo, Naüja, Oceja, Palau de Cerdanya, Porta, Portè, Sallagosa, Santa Llocaia, Targasona, la Tor de Querol, Ur i Vallcebollera, de la comarca de l'Alta Cerdanya, els Angles, Font-rabiosa, Formiguera, Matamala, Puigbalador i Ral, de la del Capcir, i les viles de Montlluís, Prada i Vilafranca de Conflent i els pobles d'Aiguatèbia i Talau, la Cabanassa, Campome, Canavelles, Catllà, Caudiers de Conflent, Censà, Clarà i Villerac, Codalet, Conat, Escaró, Eus, Fontpedrosa, Jújols, la Llaguna, Els Masos, Molig, Mosset, Noedes, Nyer, Oleta i Èvol, Orbanyà, Orellà, Planès, Ralleu, Rià i Cirac, Sant Pere dels Forcats, Sautó, Serdinyà, Soanyes i Toès i Entrevalls, de la del Conflent, amb capitalitat a Prada. Són conselleres per aquest cantó Jean Castex i Hélène Josende, de la Unió de la Dreta.

### Serveis comunals mancomunats
Codalet forma part de la Comunitat de comunes de Conflent - Canigó, amb capitalitat a Prada, juntament amb Prada, Arboçols, Campome, Campossí, Canavelles, Castell de Vernet, Catllà, Clarà i Villerac, Conat, Cornellà de Conflent, Escaró, Espirà de Conflent, Estoer, Eus, Fillols, Finestret, Fontpedrosa, Fullà, Jóc, Jújols, Marqueixanes, els Masos, Mentet, Molig, Mosset, Noedes, Nyer, Oleta i Èvol, Orbanyà, Orellà, Pi de Conflent, Rià i Cirac, Rigardà, Saorra, Serdinyà, Soanyes, Sornià, Tarerac, Taurinyà, Toès i Entrevalls, Trevillac, Vallestàvia, Vallmanya, Vernet, Vilafranca de Conflent i Vinçà.

## Ensenyament i Cultura
En l'actualitat Codalet no té cap escola, de cap nivell, ni pública ni privada. Tanmateix, la proximitat del cap de comarca, Prada, permet que els nois i les noies de Codalet puguin assistir a les escoles, de tots nivells, existents a Prada.
En el camp de la cultura, cal destacar l'activíssim Comitè de Festes de Codalet, que organitza més de mitja dotzena d'activitats anuals, l'Associació Cultural de Cuixà, que organitza activitats entorn de l'art romànic, la sala d'activitats de La Parraguera, i la Sala Polivalent, on se celebren nombroses exposicions.

## Llocs d'interès
- Abadia de Sant Miquel de Cuixà.
- Església parroquial de Sant Feliu.
- Antiga ermita de Sant Joan de Dossorons.
- Torre i restes de les antigues muralles de la Cellera de Codalet.

## Personatges lligats a la comuna
- Andreu Montserrat.